# Dilhorne Hall
Dilhorne Hall situé à Dilhorne, Staffordshire, Angleterre, est la maison ancestrale de la famille Buller.

## Histoire
Le manoir occupait une superficie d'environ quatre acres mais est démoli dans les années 1930. Dilhorne Hall est reconstruit vers 1830 par la famille Buller. Il succède à une maison du XVIIe siècle qui a été la demeure de Copwood Hollins (décédé en 1705) et, à la fin du XVIIIe siècle, de John Holliday .
Au début des années 1980, le Dilhorne Recreational Institute est construit sur le site du manoir démoli. Le terrain de l'ancien manoir est maintenant un parc, une aire de jeux et un club de bowling vert de la couronne. L'ancienne maison de gardien de Dilhorne Hall se trouve toujours à l'entrée du parc et a été rénovée en une maison privée.
La famille Buller s'est fait remarquer dans la profession juridique à Londres au XIXe siècle. Le titre de baronnet de Dilhorne dans le comté de Stafford a été créé dans le baronetage du Royaume-Uni le 20 janvier 1866 pour Edward Manningham-Buller.
En 1962, Reginald Manningham-Buller, le quatrième baronnet de Dilhorne, qui n'a pas hérité du domaine Dilhorne, prend le titre de baron Dilhorne de Towcester dans le comté de Northampton. Il est ensuite nommé vicomte. L'ancienne chef du service de sécurité (MI5) Eliza Manningham-Buller, la baronne Manningham-Buller est sa fille.